# Шпагат (вправа)

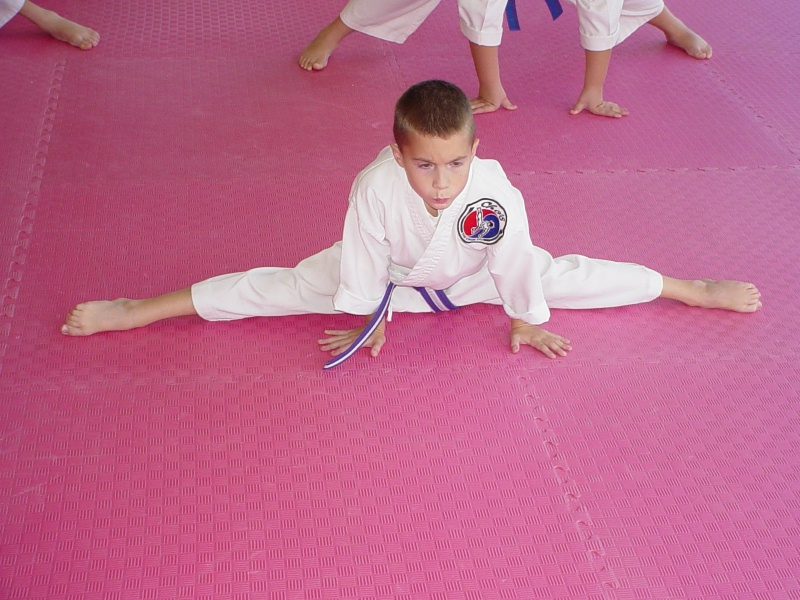
Теквондист виконує поперечний шпагат.

"Шпага́т" — положення тіла, при якому ноги розташовані на одній лінії, розставлені в протилежних напрямках; сід з максимально розведеними ногами. 
Це — фігура в гімнастиці, для виконання якої гімнаст повільно опускається, розводячи ноги до повного стикання їх з підлогою, так що вони утворюють одну пряму лінію, або те саме положення в стрибку.

## Застосування

Акротанець: Шпагат у стрибку.

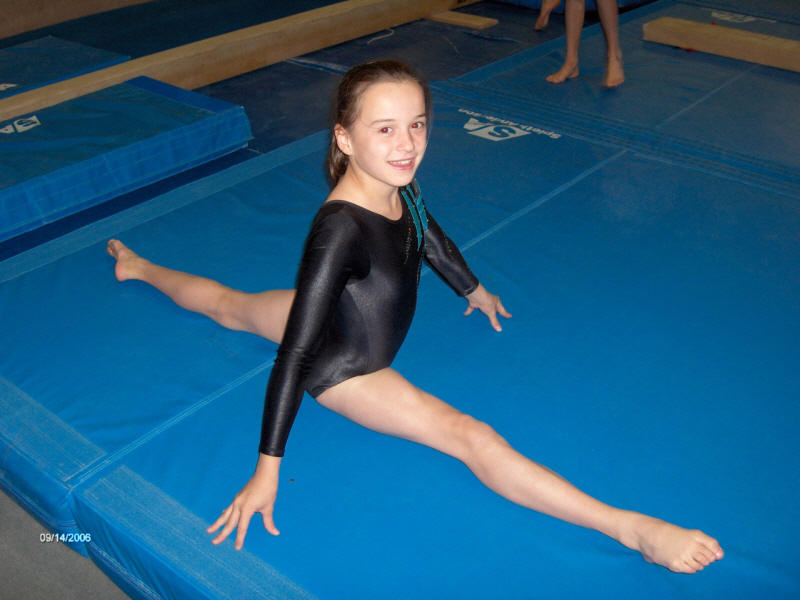
Гімнастка виконує поздовжній шпагат.

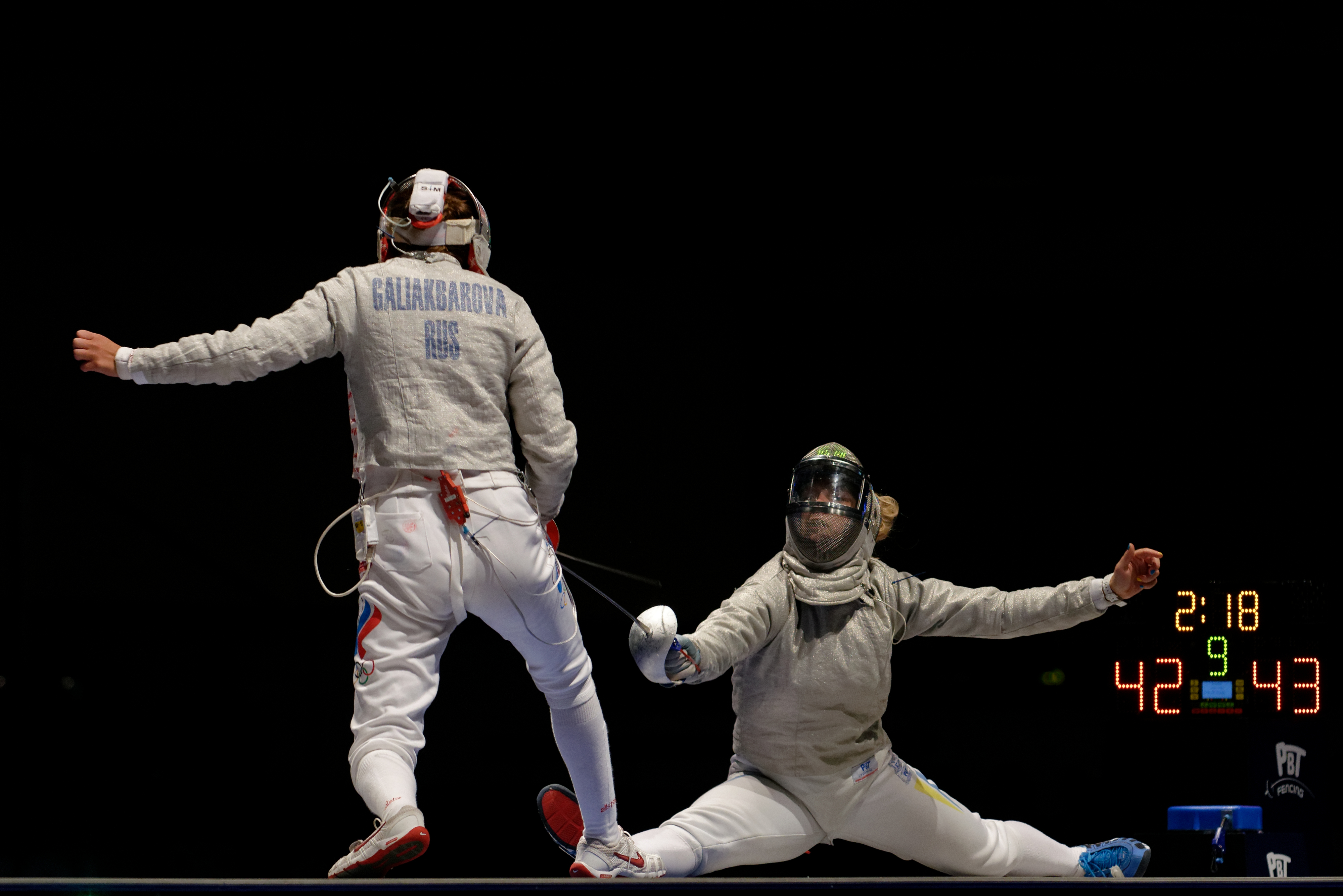
Ольга Харлан у шпагаті атакує росіянку Діану Галіакбарову у фіналі чемпіонату світу 2013 року

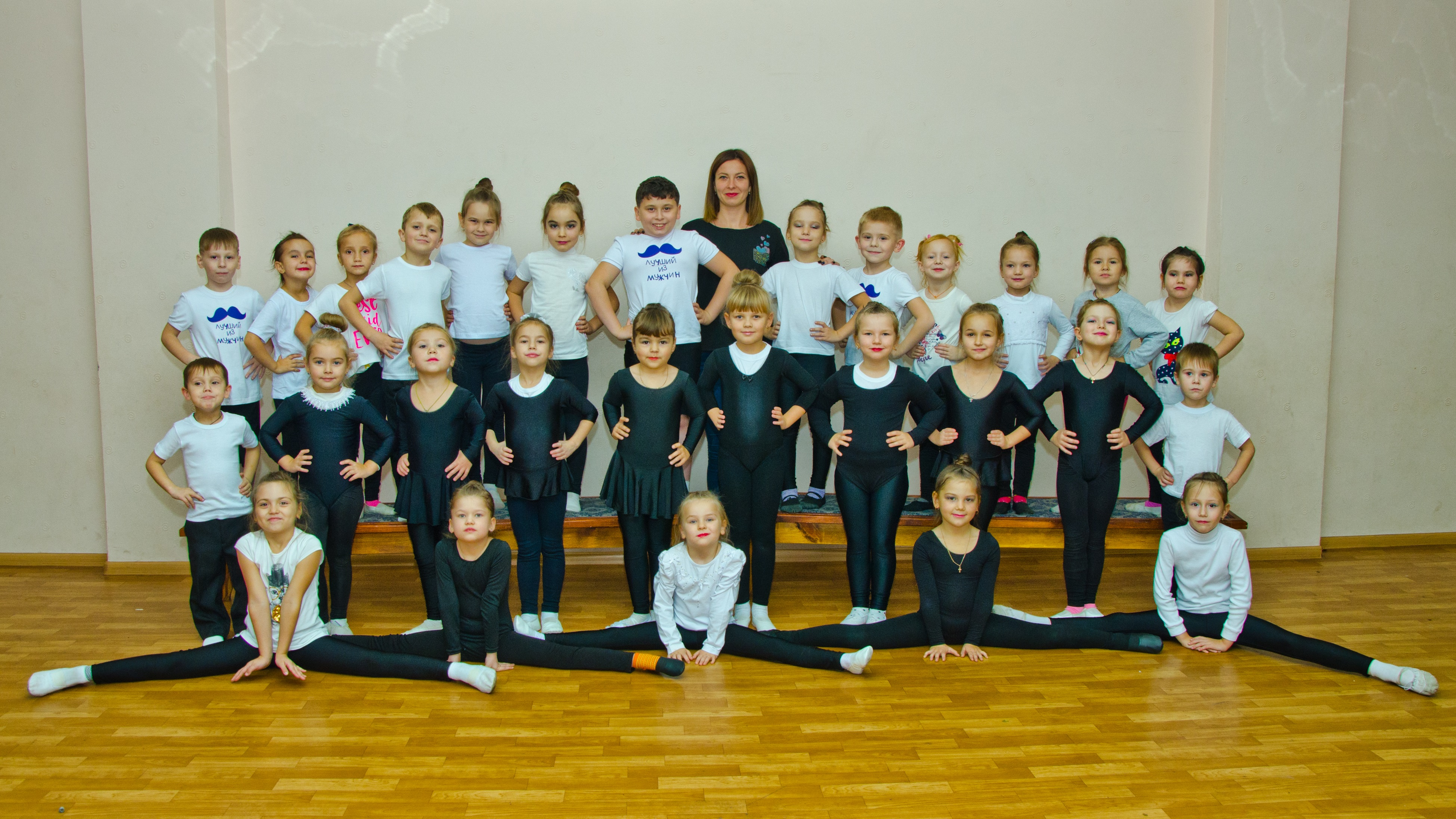
Артисти молодшої групи танцювального ансамблю «сидять на шпагаті»

Шпагати виконуються в різних видах спорту: танці, фігурне катання, гімнастика, бойові мистецтва, синхронне плавання, капоейра та йога. Шпагат є вправою на розтяжку. При виконанні шпагату внутрішні лінії стегон утворюють незвично великий кут в 180 градусів.

## Види шпагату
Існує кілька варіацій шпагату:
- поперечний шпагат — розведення ніг в сторони;
- поздовжній шпагат — розведення ніг вперед і назад (розрізняють лівий і правий);
- провисний шпагат (англ. oversplit) — кут між ногами перевищує 180 градусів (розрізняють поперечний і поздовжній).
- вертикальний шпагат

## Складнощі пов'язані зі шпагатом
Часта проблема під час поперечного шпагату — це біль в тазостегновому суглобі. Звичайна причина тому — неправильне виконання шпагату (таз повинен бути виставлений вперед). Інша проблема зі шпагатом (як поздовжнім, так і поперечним) — біль в колінах.

### Як правильно розтягувати шпагат
1. Ніколи не згинайте спину, коли тягнетеся. Завжди згинайтеся в стегнах і тримайте низ спини якомога пряміше. М'язи нижньої частини спини особливо схильні до розривів. вони розташовані тонкими полотнами, які кріпляться до хребта. Ці полотна легко рвуться, можуть зміщувати хребці і затискати нервові закінчення, що викликає послаблює біль в поперековому відділі.
2. Не поспішайте. Пам'ятайте, що придбання гнучкості вимагає часу. Нехай Ваші повільні руху м'яко розслаблюють тіло, а збільшується кровотік від розтягування і розслаблення працює на вас.
3. Не слід робити різких рухів. Концентруйтеся на виконанні вправи повільно і рівно.
4. Відчувайте натяг. Якщо Ви нічого не відчуваєте в Ваших м'язах, значить вправа не приносить Вам користі. Якщо Ви вже досить розтягнуті і не відчуваєте натягу в початкових вправах, змінюйте рух або стійку, поки не відчуєте натяг. Ви можете довше утримувати положення (до тридцяти секунд), прийняти ширшу стійку, використовувати додатковий вага або вага Вашого тіла, щоб посилити розтягує ефект.